# Michael Burley
Michael Edward Burley (Columbus, 27 gennaio 1953) è un ex pentatleta statunitense.

## Palmarès
In carriera ha conseguito i seguenti risultati:
- Mondiali:

Città del Messico 1975: argento nel pentathlon moderno a squadre.